# Postal III
Postal III — відеогра-шутер від третьої особи, розроблена Trashmasters та Running with Scissors та видана Akella. Він був випущений для Microsoft Windows у грудні 2011 року. Postal III — третя гра в серії Postal, яка є продовженням Postal 2, що розповідає історію пригод Поштового чувака в містечку під назвою Катарсис, що випливає безпосередньо з кінцівки другої гри. Порти для OS X, Linux, PlayStation 3 і Xbox 360 були анонсовані, але в кінцевому підсумку були скасовані. Спочатку Postal III була прямим продовженням гри Postal 2, проте через відмову від передачі прав на гру назад і негативних відгуків критиків і гравців зараз позиціонується творцями лише як спін-офф серії. Підтверджується цей факт і в доповненні до другої частини під назвою Postal 2: Paradise Lost, що вийшла в квітні 2015 року як офіційне продовження другої гри.
Незважаючи на критичний провал, гра виявилася фінансово успішною, і принесла чималий дохід Акеллі. Для гри були випущені численні патчі, але повністю все виправити вони не змогли.
Четверта частина серії, Postal 4: No Regerts, була анонсована в 2019 році і випущена в ранній доступ того ж року, з офіційним релізом 20 квітня 2022 року. Гра також отримала негативні відгуки.

## Геймплей
Postal III, як і Postal 2 до нього, змінює перспективу, цього разу виступаючи в ролі шутера від третьої особи, а не від першої особи. Ядро ігрового процесу більш лінійне та орієнтоване на сюжет, на відміну від відкритого світу 2, з цілями, заснованими на місії, що просувають сюжет. Однак він зберігає те саме відчуття дикої відмови від дій та боротьби, якими відзначається серія.
Є два шляхи, якими гравець може слідувати залежно від дій, що виконуються в грі, а також від того, як далеко досягає вимірювач карми гравця; якщо гравець безпідставно атакує і вбиває невинних людей, Карма-метр буде порушений, змінюючись з жовтого на червоний і гарантуючи, що гравець піде по «поганому шляху», в якому сюжет і місії відповідно змінюються, і який закінчується текстом із запитанням, чи гравець «розчарований» тим, що він не зміг «витратити їх сам?»,  Замість цього їм потрібно вибрати «хороший шлях», який дозволить гравцеві довести історію до логічного завершення.

## Сюжет
В Postal III з'явилася низка виступи другорядних знаменитостей, включаючи Рона Джеремі, Дженніфер Уолкотт і Ренді Джонса. У грі також присутні персонажі, що зображують Уве Болла (режисер фільму Postal 2007 року), Сергія Мавроді, Осаму бен Ладена та Уго Чавеса.
У Postal III Поштовий чувак емігрує до міста-побратима Парадайзу Катарсис, оскільки раніше він підірвав Рай ядерною бомбою. Через економічну кризу чувак в'їжджає в місто і опиняється в скрутному становищі, тому що не може дозволити собі бак з газом. Потім він повинен знайти роботу і виконувати різні випадкові роботи, щоб втекти з міста
По ходу гри гравець може вибрати один з двох шляхів: «поганий шлях», який включає в себе приєднання до схем мера Чомо і дядька Дейва, або «хороший шлях», який передбачає приєднання чувака до поліції катарсису. Гра розігрується досить лінійно і кінематографічно, хоча дії гравця впливають на результат сюжету і гру. Хоча «хороший шлях» складніше грати, він пропонує більше сюжетної лінії та довшу кампанію.
У грі є три кінцівки, оскільки поштовий чувак повинен втекти від майбутнього вторгнення у Венесуелу з Уго Чавесом на чолі звинувачення.
- Поганий кінець: Втікши від Картасіса за шкіру зубів і залишивши Чомо, Дейва та бен Ладена на милість хокейних мам, поштовий чувак потрапляє на милість правоохоронних органів, які швидко дають йому та його собаці смертну кару за його вбивство. Його звернення до раю повністю провалюється, і Поштовий чувак відправляється в пекло.
- Нейтральний кінець: Поштовому чуваку вдається втекти з Картасіса, не вдаючись до вбивства чи швидкого правосуддя, і зустрічає Дженніфер «Джен» Уолкотт, яка намагається викрасти його машину, але замість цього виходить за нього заміж і насолоджується медовим місяцем у Перу. Він перемагає the lottery і має книгу-бестселер, в якій детально описується його особистий погляд на подвиги в Postal 2. Під час інтерв'ю ток-шоу Чемп кусає за пах ведучого ток-шоу.
- Хороший кінець: Рятуючи світ від Уго Чавеса, поштовий чувак стає одним з найпопулярніших, але суперечливих героїв американської історії. Зрештою він стає президентом Сполучених Штатів, а Джен Уолкотт стає його дружиною та головою Секретної служби, що дратує обидві сторони політичного спектру. Коли він переїжджає в Білий дім, якась ядерна кнопка викликає у нього внутрішнього психопата.

Незалежно від кінцівок, останні слова поштового чувака — «Я ні про що не шкодую!»

## Розробка
У 2006 році Running with Scissors зазнала фінансових труднощів і уклала контракт з компанією Akella, яка видала Postal 2 в Росії, на створення наступної частини серії Postal. Running with Scissors надала початковий дизайн гри, але не брала активної участі в розробці. Невдовзі після початку розробки розпочалася російська фінансова криза 2008-2009 років, яка перервала розробку гри і спричинила додаткове фінансове навантаження на Акеллу. Під час і після розробки "Акелла" відмовилася надати Run With Scissors доступ до "вихідного коду, активів або інструментів розробників". Через це "Run With Scissors" не змогла випускати оновлення або патчі для гри, а гравці не мали змоги створювати моди для неї. У 2012 році, невдовзі після виходу гри, "Акелла" припинила свою діяльність, опинившись на межі банкрутства.

## Реліз
Вихід гри був запланований на платформу цифрової дистрибуції Steam 20 грудня 2011 року. Однак основний реліз був відкладений; деякі користувачі змогли отримати гру через вітрину магазину GameFly. Гра офіційно вийшла 21 грудня.
Postal III отримав «загалом несприятливі» відгуки, згідно з веб-сайтом-агрегатором рецензій Metacritic.
GameSpot дав грі 3/10, тоді як Game Informer також розкритикував гру, поставивши їй оцінку 1/10 і сказавши, що «люди, які стоять за Postal III, не мають можливості писати резервні копії, що живуть у стічній канаві. Як виявилося, у них також немає дизайну або програмування для створення стабільної гри. Це робить його однією з небагатьох ігор, які коли-небудь отримували такий низький бал».
У набагато більш позитивному огляді QJ.Net заявив, що гра була «однією з найцікавіше написаних, психотичних і шкідливих ігор, в які я коли-небудь грав» і що розробники «в кінцевому підсумку отримали продукт, який добре виглядає, звучить чудово і часто смішно», але також поскаржився, що їх «досвід був затьмарений постійними збоями і великою кількістю графічних збоїв», а також поскаржився, що він часто виглядає як «підлий дух і відсутній серцем»
Original Gamer також дав позитивний відгук, давши грі оцінку 7.5, вирішивши, що це «хороша гра, просто не чудова». Рецензент високо оцінив її сюжетну лінію, широкий вибір зброї та креативність, висміюючи «лінійний дизайн рівнів та геймплей» гри та скаржачись, що потрібно «деякий час, щоб дістатися до суті назви». Він також закликав гру використовувати хороші та погані шляхи, які, на його думку, несправедливо сприяли хорошому шляху, вирішивши, що гра «карає вас за те, що ви погані, будучи поганими самі». Тим не менш, він завершився тим, що «веселощі є в Postal 3, вам просто потрібно трохи попрацювати над цим».

## Оцінка
| Агрегатор  | Оцінка |
| ---------- | ------ |
| Metacritic | 24/100 |

| Видання                    | Оцінка |
| -------------------------- | ------ |
| Game Informer              | 1/10   |
| GameSpot                   | 3/10   |
| IGN                        | 5.5/10 |
| PC Gamer (Велика Британія) | 21/100 |

Postal III отримала "загалом несприятливі" відгуки, згідно з сайтом-агрегатором рецензій Metacritic.
GameSpot поставив грі 3/10, а Game Informer також розкритикував гру, поставивши їй оцінку 1/10 і заявивши, що "люди, які стоять за Postal III, не мають письменницьких здібностей, щоб підкріпити свої язики, що живуть у стічних канавах. Як виявилося, вони також не мають дизайнерських чи програмних навичок, щоб створити стабільну гру. Це робить її однією з небагатьох ігор, які коли-небудь отримували таку низьку оцінку".
У набагато більш позитивному огляді QJ.Net заявив, що гра була "однією з найбільш цікаво написаних, психотичних і шкідливих ігор, в які я коли-небудь грав", і що розробники "в результаті отримали продукт, який добре виглядає, чудово звучить і часто буває смішним", але також поскаржився, що їх "досвід був затьмарений постійними вильотами і безліччю графічних глюків", а також поскаржився, що гра часто здається "злим духом і безсердечною".
Original Gamer також дав позитивний відгук, оцінивши гру на 7,5 балів, вирішивши, що це "хороша гра, просто не чудова". Рецензент похвалив сюжетну лінію, широкий вибір зброї та креативність, висміюючи при цьому "лінійний дизайн рівнів та геймплей" і скаржачись на те, що "потрібен час, щоб дістатися до суті гри". Він також звернув увагу на використання в грі доброго і поганого шляхів, які, на його думку, несправедливо віддають перевагу доброму шляху, вирішивши, що гра "карає вас за погану поведінку, будучи поганою самою". Тим не менш, він підсумував, сказавши, що "в Postal 3 є веселощі, вам просто потрібно трохи попрацювати над цим".

### Реакція Розробників
В інтерв'ю приблизно через місяць після релізу Вінс Дезі, керівник Running with Scissors, зізнався, що «реакція фанатів була неоднозначною» на Postal III, а також заявив, що більшість скарг зосереджені навколо гри, яка має «занадто багато помилок». Дезі визнав, що йому було важко почути «завзятих шанувальників і почути їхні скарги», але підкреслив, що розробники «робили оновлення, щоб виправити багато проблем», а також заявив, що люди, які придбали гру в той час, матимуть «набагато кращий досвід». Він також прокоментував, що, хоча Running with Scissors «розробили дуже велику складну гру з великою різноманітністю», їхня команда розробників і видавець «перебували під величезним тиском і вирішили випустити іншу гру, таку, що вони могли б представити». Однак він зазначив, що «радий, що видавець дуже старався внести необхідні покращення» після першого прийому гри. Він також прокоментував, що вони прагнуть «переконатися, що геймери отримають найкраще, те, що вони заслуговують» від Postal III.
25 серпня 2012 року розробник і власник поштової франшизи Running with Scissors видалив Postal III зі свого магазину, заявивши, що це «в інтересах поштової спільноти», і закликав геймерів замість цього купувати свої попередні ігри, заявивши, що вони є «набагато кращим продуктом за набагато менші гроші». Це сталося після одкровень про те, що стосунки Running with Scissors з Akella розірвалися і що вони більше не мали реального відношення до майбутнього розвитку Postal III.
Running with Scissors пояснили ситуацію тим, що Postal III «була ліцензіована російським видавцем та розробником, які повинні були розробити гру по нашому проєкту, з набагато більшою командою і бюджетом, ніж ми мали для Postal 2. Навіть з урахуванням цих фактів вийшло не дуже добре. Це була помилка, яку ми не повторимо». Вони також додали, що «після катастрофи, яка була Postal III через помилку аутсорсингу, ми вирішили зробити наступну гру на 100 % своїми силами».
Пізніше інтерв'ю зі співробітником Running with Scissors Джоном Мерчантом додатково прояснило ситуацію, заявивши, що «Akella мала набагато більше ресурсів, ніж ми мали для Postal 2, тому в той час здавалося логічним, що вони створять гру, яка принаймні дорівнювала тій, що ми зробили власними силами. Все починалося добре, але я думаю, що вони досить сильно постраждали від економічних проблем 2007—2008 років, і звідти все почало йти вниз. Кінцевий продукт був дуже далекий від нашого початкового дизайну і жахливо зламаний». Він також прокоментував, що «гра є зламаним безладом і не повинна продаватися. Ми самі перестали продавати гру деякий час тому, коли стало очевидно, що ні ми, ні спільнота не отримаємо інструменти SDK. Ми не розглядаємо це як третю гру серії Postal, просто хитромудрий спін-офф, який ніколи не повинен був статися».
Вінс Дезі підсумував ситуацію в інтерв'ю 2013 року, сказавши, що «деякі угоди працюють, деякі ні, PIII провалився з багатьох причин. Найгірше, що ми втратили контроль над проєктом, і це стало початком лайнофесту. Історично у нас були чудові стосунки з Akella, нашим російським видавцем, так, вони були хорошими людьми, і я вважаю їх своїми друзями незалежно від фіаско PIII … Знову ж таки, це свідчення шанувальників POSTAL по всьому світу, які продемонстрували свою віддану підтримку, незважаючи на всі складнощі та перепони, що дозволяє нам продовжувати йти далі».
У Postal 2: Paradise Lost, доповненні 2015 року для Postal 2, розробленому Running With Scissors, події Postal III були відновлені як частина послідовності снів, яку мав Поштовий чувак; Він випадково врізався своєю машиною в знак зупинки і впав у 11-річну кому від травми. Корі Круз повторює свою роль у розширенні, озвучуючи альтернативного поштового чувака разом з оригінальним актором озвучування Ріком Хантером..
У поширених запитаннях щодо раннього доступу до Postal 4: No Regerts Running with Scissors пообіцяв, що він «не буде смоктати, як Postal III».